# BePink-Imatra-Bongioanni
Das Team BePink-Imatra-Bongioanni ist ein italienisches Radsportteam im Frauenradsport mit Sitz in Villasanta.

## Organisation und Geschichte
Die Mannschaft ist seit der Saison 2012 als UCI Women’s Team lizenziert. In der Saison 2014 kooperierte das Team unter dem Namen Astana BePink Women’s Team mit dem UCI ProTeam Astana, ist aber nicht zu verwechseln mit dem Astana Women’s Team.
Radrennfahrerinnen des Teams gewannen verschiedene Rennen des internationalen Kalenders und mehrere nationale Meisterschaften. Bereits die ersten Saison war mit neun Siegen und dem sechsten Platz in der Weltrangliste die bisher erfolgreichste Saison des Teams. 2018 stellte das Team mit Nikola Nosková die U23-Europameisterin im Straßenrennen. Bekannte ehemalige Teammitglieder sind Alena Amjaljussik, Olga Sabelinskaja und Silvia Zanardi.

## Saison 2025
Mannschaft
| Teamkader 2025                     | Teamkader 2025     | Teamkader 2025 | Teamkader 2025                                         |
| Name                               | Geburtsdatum       | Land           | Vorheriges Team                                        |
| ---------------------------------- | ------------------ | -------------- | ------------------------------------------------------ |
| Irene Cagnazzo                     | 5. Juli 2005       | Italien        |                                                        |
| Andrea Casagranda                  | 22. September 2004 | Italien        |                                                        |
| Beatrice Caudera                   | 29. November 2003  | Italien        | UAE Development Team (2024)                            |
| Carmela Cipriani                   | 11. November 1996  | Italien        | Isolmant-Premac-Vittoria (2023)                        |
| Elisabeth Ebras (4. Apr.–31. Dez.) | 22. Juli 2004      | Estland        | UAE Development Team (2024)                            |
| Linda Ferrari                      | 23. November 2006  | Italien        |                                                        |
| Marina Garau Roca                  | 15. September 2002 | Spanien        | Cantabria Deporte-Rio Miera (2024)                     |
| Vittoria Grassi                    | 14. Juli 2005      | Italien        |                                                        |
| Nora Jenčušová                     | 14. April 2002     | Slowakei       |                                                        |
| Maho Kakita                        | 14. Dezember 2004  | Japan          | EF-Oatly-Cannondale (2024)                             |
| Linda Laporta                      | 7. August 1999     | Italien        | BTC City Ljubljana Zhiraf Ambedo (2024)                |
| Silvia Milesi                      | 16. August 2006    | Italien        |                                                        |
| Angela Oro (1. Jan.–29. Mär.)      | 27. Mai 2002       | Italien        | Team Mendelspeck (2023)                                |
| Aileen Schweikart                  | 27. März 1996      | Deutschland    | Laboral Kutxa-Fundación Euskadi (2024)                 |
| Gaia Segato                        | 27. März 2004      | Italien        | Top Girls Fassa Bortolo (2024)                         |
| Meike Uiterwijk Winkel             | 4. Dezember 1999   | Niederlande    | GT Krush Rebellease (2024)                             |
| Elisa Valtulini                    | 28. Dezember 2004  | Italien        | GB Junior Team Piemonte Pedale Castanese A.S.D. (2023) |
|                                    |                    |                |                                                        |
| Quelle: ProCyclingStats            |                    |                |                                                        |

 Erfolge
| Siege | Siege  | Siege | Siege  | Siege  | Siege |
| Datum | Rennen | Staat | Klasse | Sieger |       |
| ----- | ------ | ----- | ------ | ------ | ----- |

## Bisherige Saisonerfolge
| Rennserie                 | 2012 | 2013 | 2014 | 2015 | 2016 | 2017 | 2018 | 2019 | 2020 | 2021 | 2022 | 2023 | 2024 |
| ------------------------- | ---- | ---- | ---- | ---- | ---- | ---- | ---- | ---- | ---- | ---- | ---- | ---- | ---- |
| UCI Women’s WorldTour     | -    | -    | -    | -    | -    | -    | -    | -    | -    | -    | 1    | -    | -    |
| andere UCI-Rennen         | 9    | 4    | 5    | 3    | 6    | 4    | 1    | -    | 1    | -    | 3    | 4    | -    |
| nationale Meisterschaften | -    | 4    | 2    | 5    | -    | 2    | 1    | -    | -    | 1    | 2    | 4    | 3    |

## Platzierungen in UCI-Ranglisten
UCI Weltcup 
| World Cup   | World Cup   | World Cup                     | World Cup |
| Jahr        | Teamwertung | Einzelwertung                 |           |
| ----------- | ----------- | ----------------------------- | --------- |
| 2012        | 11.         | Alena Amjaljussik (38. )      |           |
| 2013        | 13.         | Alena Amjaljussik (16. )      |           |
| 2014        | 11.         | Alena Amjaljussik (19. )      |           |
| 2015        | 16.         | Anastassija Tschulkowa (91. ) |           |
|             |             |                               |           |
| Quelle: UCI |             |                               |           |

UCI Women’s WorldTour
| UCI World Tour | UCI World Tour | UCI World Tour                | UCI World Tour |
| Jahr           | Teamwertung    | Einzelwertung                 |                |
| -------------- | -------------- | ----------------------------- | -------------- |
| 2016           | 18.            | Ilaria Sanguineti (60. )      |                |
| 2017           | 19.            | Olga Sabelinskaja (61. )      |                |
| 2018           | 19.            | Erica Magnaldi (42. )         |                |
| 2019           | 26.            | Tatiana Guderzo (92. )        |                |
| 2020           | 18.            | Silvia Zanardi (84. )         |                |
| 2021           | 29.            | Silvia Zanardi (150. )        |                |
| 2022           | 25.            | Matilde Vitillo (139. )       |                |
| 2023           | 29.            | Silvia Zanardi (166. )        |                |
| 2024           | 27.            | Monica Trinca Colonel (161. ) |                |
|                |                |                               |                |
| Quelle: UCI    |                |                               |                |

UCI World Ranking
| UCI Ranking | UCI Ranking | UCI Ranking                   | UCI Ranking |
| Jahr        | Teamwertung | Einzelwertung                 |             |
| ----------- | ----------- | ----------------------------- | ----------- |
| 2012        | 6.          | Alena Amjaljussik (21. )      |             |
| 2013        | 10.         | Alena Amjaljussik (14. )      |             |
| 2014        | 9.          | Alena Amjaljussik (10. )      |             |
| 2015        | 16.         | Amber Neben (28. )            |             |
| 2016        | 10.         | Olga Sabelinskaja (27. )      |             |
| 2017        | 18.         | Olga Sabelinskaja (59. )      |             |
| 2018        | 19.         | Erica Magnaldi (53. )         |             |
| 2019        | 32.         | Tatiana Guderzo (84. )        |             |
| 2020        | 26.         | Silvia Zanardi (80. )         |             |
| 2021        | 20.         | Silvia Zanardi (71. )         |             |
| 2022        | 26.         | Silvia Zanardi (52. )         |             |
| 2023        | 29.         | Silvia Zanardi (138. )        |             |
| 2024        | 25.         | Monica Trinca Colonel (112. ) |             |
|             |             |                               |             |
| Quelle: UCI |             |                               |             |